# Yes! I Am a Long Way from Home
Yes! I Am a Long Way from Home é a faixa de abertura do álbum de estréia da banda escocesa de rock alternativo Mogwai, Mogwai Young Team, o qual foi lançado em 1997. Foi inicialmente composta pelo baixista da banda, Dominic Aitchison, antes do início das sessões de gravação de Mogwai Young Team.